# Radioaktivität
Radioaktivität (titolo internazionale: Radioactivity) è un singolo del gruppo musicale tedesco Kraftwerk, pubblicato nel 1975 come unico estratto dal quinto album in studio Radio-Aktivität.

## Descrizione

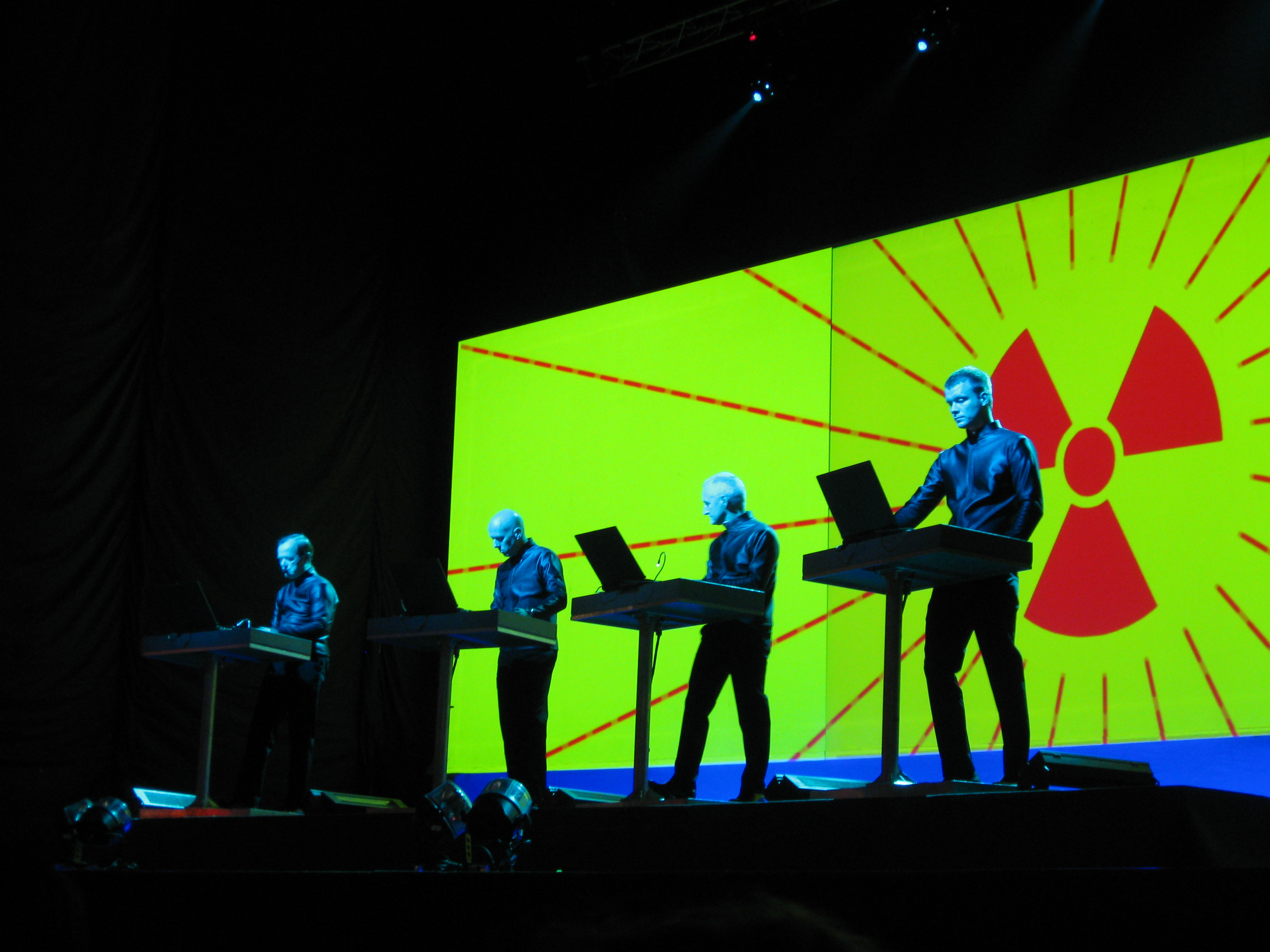
I Kraftwerk mentre suonano il brano in concerto a Kiev

Radioaktivität è stato composto dai membri del gruppo Ralf Hütter e Florian Schneider, avvalendosi della collaborazione del pittore e paroliere Emil Schult nella stesura del testo. Inizialmente incluso nell'omonimo album, è stato successivamente estratto come singolo in versione ridotta.
La versione originale del brano è caratterizzata, per quanto riguarda gli arrangiamenti, dall'utilizzo del Minimoog per ottenere la linea dei bassi, costituiti da una sola croma che si ripete per tutta la durata del brano, che riproducono il ritornello della canzone e dall'accompagnamento di cori ottenuti mediante il Vako Orchestron, un campionatore che utilizza suoni registrati su dischi.

## Tracce
Testi di Ralf Hütter, Florian Schneider e Emil Schult, musiche di Ralf Hütter e Florian Schneider.
7" (Resto del mondo)
1. Radioactivity – 3:18
2. Antenna – 3:05

7" – 放射能 (Giappone)
1. アンテナ (Radioactivity) – 3:18
2. 放射能 (Antenna) – 3:05

7" – Radioactividad (Spagna)
1. Radioactividad – 3:18
2. Antena – 3:05

7" (Germania)
1. Radioaktivität – 3:18
2. Antenne – 3:05

7" promozionale (Stati Uniti)
1. Radioactivity – 3:18
2. Radioactivity – 3:18

7" – riedizione del 1979 (Francia)
1. Radioactivity – 3:18
2. Les Mannequins – 2:30

## Formazione
Gruppo
- Ralf Hütter – voce, sintetizzatore, Orchestron, drum machine, elettronica
- Florian Schneider – voce, vocoder, Votrax, sintetizzatore, elettronica
- Wolfgang Flür – percussioni elettroniche
- Karl Bartos – percussioni elettroniche

Produzione
- Ralf Hütter – produzione
- Florian Schneider – produzione
- Peter Bollig – registrazione al Kling Klang Studio
- Walter Quintus – missaggio al Rüssl Studio

## Classifiche
| Classifica (1975-77) | Posizione massima |
| -------------------- | ----------------- |
| Belgio (Fiandre)     | 21                |
| Belgio (Vallonia)    | 6                 |
| Francia              | 7                 |

## Versione diThe Mix
Radioactivity viene riedito in esclusiva per il mercato internazionale nel 1991 come estratto dal decimo album in studio The Mix.

### Descrizione
In tale occasione, oltre ad essere stato rivisto l'arrangiamento originale, ne è stato modificato anche il testo. In questo caso il brano parla di temi anti-nucleari, citando incidenti in centrali nucleari o l'utilizzo della bomba atomica, come quelli di Černobyl', Harrisburg, Sellafield e Hiroshima.
A seguito dell'incidente di Fukushima, anche quest'ultima è stata inserita nel testo performato nelle versioni live.
Nei concerti del gruppo in Giappone inoltre, il testo si focalizza particolarmente su quest'ultimo incidente.

### Tracce
CD, 12" – remix (Regno Unito)
1. Radioactivity (Francois Kevorkian 12" Remix) – 7:26
2. Radioactivity (Francois Kevorkian 7" Remix) – 4:08
3. Radioactivity (William Orbit 12" Remix) – 7:23

CD, 12" – remix (Europa)
- Lato A

1. Radioactivity (Francois Kevorkian Remix) – 7:26
2. Radioactivity (Francois Kevorkian Remix) – 4:08

- Lato B

1. Radioactivity (William Orbit Remix) – 7:23

MC – remix (Francia, Regno Unito)
- Lato A

1. Radioactivity (Francois Kevorkian 7" Remix) – 4:08
2. Radioactivity (William Orbit 7" Remix) – 3:49

- Lato B

1. Radioactivity (Francois Kevorkian 7" Remix) – 4:08
2. Radioactivity (William Orbit 7" Remix) – 3:49

VHS – remix (Regno Unito)
1. Radio Activity – 3:27 – versione William Orbit Remix

7" – remix (Europa)
1. Radioactivity (François Kevorkian 7" Remix) – 4:08
2. Radioctivity (William Orbit 7" Remix) – 3:49

7" promozionale (Francia)
1. Radioactivity (Radio Edit) – 4:00
2. Radioactivity (Radio Edit) – 4:00

12" promozionale – remix (Regno Unito)
1. Radioactivity (Francois Kevorkian Remix)
2. Radioactivity (William Orbit Remix)

12" – remix (Stati Uniti)
- Lato A

1. Radioactivity (Francois Kevorkian Remix) – 7:26
2. Radioactivity (LP Version) – 6:53

- Lato B

1. Radioactivity (William Orbit Hardcore Mix) – 6:13
2. Radioactivity (William Orbit Remix) – 7:23

12" promozionale (Francia)
1. Radioactivity – 6:53
2. Radioactivity – 6:53

### Formazione
- Ralf Hütter – voce, vocoder, Synclavier
- Florian Schneider – vocoder, voce sintetizzata
- Fritz Hilpert – missaggio dati musicali